# Japonia na Letnich Igrzyskach Olimpijskich 2008
Japonię na Letnich Igrzyskach Olimpijskich 2008 reprezentowało 332 sportowców (167 mężczyzn i 165 kobiet) w 26 dyscyplinach.
Był to 20. start reprezentacji Japonii na letnich igrzyskach olimpijskich. 26 zdobytych medali było 5. wynikiem w historii występów Japonii na letnich igrzyskach olimpijskich. 

## Zdobyte medale
| Medal  | Zawodnik | Dyscyplina sportowa    | Konkurencja                               |
| ------ | --- | ---------------------- | ----------------------------------------- |
| Złoto  | Masato Uchishiba | Judo                   | do 66 kg mężczyzn                         |
| Złoto  | Kōsuke Kitajima | Pływanie               | 100 m stylem klasycznym mężczyzn          |
| Złoto  | Ayumi Tanimoto | Judo                   | do 63 kg kobiet                           |
| Złoto  | Masae Ueno | Judo                   | do 70 kg kobiet                           |
| Złoto  | Kōsuke Kitajima | Pływanie               | 200 m stylem klasycznym mężczyzn          |
| Złoto  | Satoshi Ishii | Judo                   | powyżej 100 kg mężczyzn                   |
| Złoto  | Saori Yoshida | Zapasy                 | styl wolny do 55 kg kobiet                |
| Złoto  | Kaori Ichō | Zapasy                 | styl wolny do 63 kg kobiet                |
| Złoto  | Naho Emoto Motoko Fujimoto Megu Hirose Emi Inui Sachiko Ito Ayumi Karino Satoko Mabuchi Yukiyo Mine Masumi Mishina Rei Nishiyama Hiroko Sakai Rie Sato Mika Someya Yukiko Ueno Eri Yamada | Softball               | kobiet                                    |
| Srebro | Takehiro Kashima Takuya Nakase Makoto Okiguchi Koki Sakamoto Hiroyuki Tomita Kōhei Uchimura                                                                                               | Gimnastyka             | wielobój drużynowo mężczyzn               |
| Srebro | Yūki Ōta | Szermierka             | floret mężczyzn                           |
| Srebro | Kōhei Uchimura | Gimnastyka             | wielobój indywidualnie mężczyzn           |
| Srebro | Maki Tsukada | Judo                   | powyżej 78 kg kobiet                      |
| Srebro | Chiharu Ichō | Zapasy                 | styl wolny do 48 kg kobiet                |
| Srebro | Tomohiro Matsunaga | Zapasy                 | styl wolny do 55 kg mężczyzn              |
| Brąz   | Ryōko Tani | Judo                   | do 48 kg kobiet                           |
| Brąz   | Misato Nakamura | Judo                   | do 52 kg kobiet                           |
| Brąz   | Takeshi Matsuda | Pływanie               | 200 m stylem motylkowym mężczyzn          |
| Brąz   | Reiko Nakamura | Pływanie               | 200 m stylem grzbietowym kobiet           |
| Brąz   | Kiyofumi Nagai | Kolarstwo              | kolarstwo torowe - keirin mężczyzn        |
| Brąz   | Jun’ichi Miyashita Kōsuke Kitajima Takurō Fuji'i Hisayoshi Satō | Pływanie               | sztafeta 4x100 m stylem zmiennym mężczyzn |
| Brąz   | Kyōko Hamaguchi | Zapasy                 | styl wolny do 72 kg kobiet                |
| Brąz   | Kōji Murofushi | Lekkoatletyka          | rzut młotem mężczyzn                      |
| Brąz   | Ken’ichi Yumoto | Zapasy                 | styl wolny do 60 kg mężczyzn              |
| Brąz   | Saho Harada Emiko Suzuki | Pływanie synchroniczne | pary kobiet                               |
| Brąz   | Naoki Tsukahara Shingo Suetsugu Shinji Takahira Nobuharu Asahara | Lekkoatletyka          | sztafeta 4x100 m mężczyzn                 |